# ترابری در ایالات فدرال میکرونزی
- ترابری ریلی

۰ کیلومتر
- بزرگ‌راه

مجموع: ۲۴۰ کیلومتر (۱۵۰ مایل)
آسفالت: ۴۲ کیلومتر (۲۶ مایل)
خاکی: ۱۹۸ کیلومتر (۱۲۳ مایل)
- بندر و بندرگاه

کولونیا در ایالت یاپ، کولونیا در ایالت پوناپی، لِلِ، ونو در ایالت چوک
- ناوگان بازرگانی

سه کشتی، (۱۰۰۰ تناژ ثبت‌شده کلی)، ۳٬۵۶۰ تن وزنی ثبت‌شده/۲٬۰۶۰ تناژ وزن مرده بر پایه نوع: یک محموله، مسافر/دو محموله (۲۰۰۷)
- فرودگاه

۶ فرودگاه (آمار سال ۲۰۰۷)
۱٬۵۲۴ تا ۲٬۴۳۷ متر: چهار فرودگاه فرودگاه بین‌المللی چوک، فرودگاه بین‌المللی کوسرای، فرودگاه بین‌المللی پوناپی، و فرودگاه بین‌المللی یپ
۹۱۴ تا ۱٬۵۲۳ متر: ۲ فرودگاه